# Manovo-Gounda St. Floris
Manovo-Gounda St.Floris nationalpark ligger i præfekturet Bamingui-Bangoran, i den Centralafrikanske Republik, ved grænsen til Tchad. Parken blev indlemmet på verdensarvslisten i 1988 på grund af sin imponerende biodiversitet.
Parken, som udgør 1.740.000 hektar, ligger 400-800 moh, og er præget af savannelandskab. Parken ligger i den østlige del af præfekturet og grænser mod nord til Tchad og grænsefloderne Aouk og Kameur, mod øst til Vakagafloden, mod vest til Manovofloden og mod syd til Bongomassivet. Floden Ndéle-Birao løber gennem parken. Klimaet er tropisk, med en årlig nedbør på mellem 960 – 1 700 mm. Regntiden varer fra juni til november. Karakteristiske arter for parken er sort næsehorn, elefant, gepard, leopard, afrikansk vildhund, Thomsons gazelle (Gazella rufifrons) og afrikansk bøffel. Der er registreret 320 fuglearter, af særlig betydning er vadefuglene på flodsletterne i parkens nordlige del. Kun dele af parken er grundigt kortlagt.
De første dele af parken blev fredet i 1933 som Oubangui-Chari nationalpark. Den skiftede navn til Matoumara i 1935 og til St.Floris nationalpark i 1940. St. Floris blev udvidet i 1960 og 1974, og parken fik dens nuværende navn og udstrækning i 1979.
På grund af krybskytterne, som frygtes at have dræbt op til 80% af dyrelivet i parken, og mordet på fire vildtforvaltere, blev parken i 1997 opført på listen over truede verdensarvsteder.